# 新波克羅夫卡 (波洛希區)
47°30′20″N 35°59′6″E / 47.50556°N 35.98500°E
新波克羅夫卡（烏克蘭語：Новопокровка）是位於烏克蘭東南部的村莊，由扎波羅熱州波洛希區的小托克馬奇卡市鎮負責管轄。該村始建於1922年，面積1.09平方公里，海拔高度68米，2001年人口314，人口密度每平方公里288.1人。